# Horn Miklós (növénynemesítő)
Horn Miklós (Odessza, 1899. október 22. – Győr, 1965. augusztus 3.) - növénynemesítő, a mezőgazdasági tudományok kandidátusa (1958).

## Életrajza
Horn Albert Fridrich és Krűger Adél fia. Apai ágon német, anyai ágon orosz származású volt. Középiskolai tanulmányait Moszkvában végezte, majd családjával Berlinbe költözött. 1919 és 1921 között a Berlini Mezőgazdasági Főiskola hallgatója volt. A világhírű Erwin Baur professzor tanítványaként 1923-ban növénynemesítő szakvizsgát tett. Még ebben az évben Esterházy Pál hívta meg Lovászpatonára, ahol megalapozta és 38 éven vezette a híres növénynemesítő telepet egészen 1961. évi nyugdíjba vonulásáig.
Felesége Stróbel Mária volt, Stróbel Sándor és Tiborcz Mária lánya, akivel 1930. április 29-én Lovászpatonán kötött házasságot.

## Munkássága
Nevéhez fűződik a legjobb hazai rozsfajta – javított Lovászpatonai – előállítása, de sok eredményt ért el a búza, zab, kukorica, napraforgó, köles, burgonya és here nemesítése terén is.

## Díjai, elismerései
- Szocialista Munkáért (1955)